# Neodontobutis
Neodontobutis is een geslacht van straalvinnige vissen uit de familie van zeegrondels (Odontobutidae).

## Soorten
- Neodontobutis aurarmus (Vidthayanon, 1995)
- Neodontobutis hainanensis (Chen, 1985)
- Neodontobutis macropectoralis (Mai, 1978)
- Neodontobutis ngheanensis Nguyễn & Nguyễn, 2011
- Neodontobutis tonkinensis (Mai, 1978)